# Filip Hološko
Filip Hološko (* 17. ledna 1984, Piešťany) je slovenský fotbalový útočník či záložník a bývalý reprezentant, od července 2019 bez angažmá. Účastník Mistrovství světa 2010 v Jihoafrické republice. Mimo Slovensko působil na klubové úrovni v Česku, Turecku a Austrálii. Je to typický brejkový útočník s tvrdou a přesnou střelou a rychlým pohybem v pokutovém území. Jeho vzorem je bývalý francouzský útočník Thierry Henry. Je ženatý, s manželkou Adélou má dcery Sophii a Claudii.

## Klubová kariéra
Svoji fotbalovou kariéru začal v týmu PFK Piešťany. Ve svých 14 letech přešel do mužstva FK Ozeta Dukla Trenčín, kde se v sezoně 2001/02 propracoval do seniorské kategorie a připsal si i jeden start v lize.

### FC Slovan Liberec

#### Sezóna 2002/03
V lednu 2002 přestoupil do Česka, kde se upsal Slovanu Liberec. Svoji ligovou premiéru v dresu "áčka" Slovanu si odbyl až 7. října 2002 v 10. kole proti Slavii Praha (prohra 0:1), když v 63. minutě nahradil na hrací ploše Lubomíra Blahu. Své první ligové góly za Liberec si připsal ve 22. kole v derby v souboji s klubem FK Jablonec 97 (výhra 2:0), prosadil se ve 27. a v 54. minutě. Celkem během roku odehrál v lize 12 střetnutí.

#### Sezóna 2003/04
S Libercem postoupil přes irský tým Shamrock Rovers FC (výhry 2x 2:0), mužstvo Racing de Santander ze Španělska (výhry 1:0 a 2:1) do semifinále Poháru Intertoto 2003, kde Slovan vypadl po prohře 1:2 a remíze 0:0 s německým celkem FC Schalke 04.
Svoji první ligovou branku v ročníku vsítil 27. 9. 2003 proti Sigmě Olomouc, když v 77. minutě vyrovnával v domácím zápase na konečných 1:1. V rozmezí 25.-27. ligového kola se třikrát střelecky prosadil, po jedné brance dal do sítě Marily Příbram (výhra 4:1), klubu SK České Budějovice (prohra 1:2) a týmu 1. FC Synot (remíza 3:3). Popáté v lize skóroval ve 29. kole hraném 8. května 2004 v souboji se Slavií Praha, když ve 38. minutě otevřel skóre zápasu. Slovan Liberec nakonec porazil svého soka na jeho půdě v poměru 2:1. V ročníku 2003/04 si připsal 18 ligových startů.

#### Sezóna 2004/05
Ve druhém kole Poháru Intertoto 2004 postoupilo liberecké mužstvo po výhrách 2:1 a 5:0 přes klub FK ZTS Dubnica nad Váhom ze Slovenska. Ve třetím kole Slovan doma porazil nizozemský tým Roda JC Kerkrade v poměru 1:0. V odvetě soupeř po devadesáti minutách vyhrál 1:0 a o postupujícím muselo rozhodnout prodloužení, ve kterém se Hološko trefil v 109. minutě a zařídil postup. Následně se trefil v semifinálové odvetě v souboji s mužstvem FC Nantes z Francie, kdy v konečném důsledku snižoval na 1:2. Slovan ale vyhrál v prvním střetnutí doma 1:0 a díky pravidlu venkovních gólů postoupil finále. V něm Hološko nehrál a Liberec po porážkách 1:2 a 0:1 s Schalke turnaj nevyhrál.
Na podzim 2004 v lize kvůli zranění nenastupoval. Svoji první ligovou branku v sezoně zaznamenal až ve 27. kole proti klubu SFC Opava, když šest minut před koncem zápasu zvyšoval na konečných 3:0. Následně skóroval 25. 5. 2005 v souboji s Chmelem Blšany (remíza 1:1). V posledním 30. kole zaznamenal dva góly proti Dynamu České Budějovice a podílel se na vítězství 3:2. Během roku odehrál pouze devět střetnutí v lize.

#### Sezóna 2005/06
V Poháru Intertoto 2005 se Slovanem Liberec tentokrát postoupil přes izraelský celek Bejtar Jeruzalém FC (výhry 5:1 a 2:1) do 3. kola, v němž tým vypadl po remízách 0:0 a 1:1 kvůli pravidlu venkovních gólů s Rodou JC Kerkrade.
V ligové soutěži se poprvé v této sezoně prosadil 12. září 2005 v pátém kole proti Slovácku, když dával na 2:0. Severočeši nakonec porazili svého soupeře na domácí půdě v poměru 2:1. Podruhé skóroval v 9. kole v souboji se Sigmou Olomouc, když ve 49. minutě zvyšoval na konečných 2:0. Další přesný zásah zaznamenal 29. 10. 2005 proti Viktorii Plzeň (výhra 2:0), ve 38. minutě otevřel skóre utkání. Následující branky vsítil ve 13. a 14. kole, kdy se jednou trefil v souboji se Slavií Praha (remíza 3:3) a dvakrát proti SIADu Most (výhra 2:1). Na podzim 2005 nastoupil v lize k 15 střetnutím. Se Slovanem získal v ročníku 2005/06 ligový titul, přestože na jaře 2006 působil v Manisasporu.

### Manisaspor
V lednu 2006 zamířil údajně za 70 milionů Kč do mužstva Manisaspor z Turecka, kde se s tamním vedením dohodl na podmínkách 4,5 ročního kontraktu.

#### Sezóna 2005/06
Ligový debut v dresu Manisasporu absolvoval 21. 1. 2006 v 18 kole v souboji s klubem MKE Ankaragücü (výhra 2:0), nastoupil na 80 minut. Svých prvních přesných zásahů v novém působišti se dočkal 25. února 2006, kdy ve 30. a 76. minutě skóroval do sítě týmu Galatasaray SK (prohra 2:4). Potřetí se trefil v souboji s Denizlisporem, kdy se svojí brankou ze 44. minuty podílel na domácí výhře 4:2. Následně rozvlnil síť 15. 4. 2006 v duelu s mužstvem Fenerbahçe SK, když srovnával na 1:1. Manisaspor nakonec zvítězil nad svým sokem v poměru 5:3. Během půl roku si připsal v lize celkem 17 zápasů.

#### Sezóna 2006/07
Poprvé v sezoně skóroval 15. 10. 2006 v poslední minutě utkání 9. kola s Antalyasporem (výhra 3:2). Následně se trefil o 14 dní později v souboji s Fenerbahçe (prohra 2:3), prosadil se ve 24. minutě. Svůj třetí gól zaznamenal ve 14. kole, kdy 22 minut před koncem střetnutí s Kayserisporem srovnal na konečných 2:2. Počtvrté a popáté se trefil v domácím souboji s Gaziantepsporem a výraznou měrou se zasloužil o výhru 4:1. 11. března 2007 skóroval pošesté v ročníku, ale v konečném důsledku pouze korigoval stav utkání na 1:3 s Çaykurem Rizespor. Ve 29. kole hraném 22. 4. 2007 zaznamenal svůj první hattrick v seniorské kariéře, když se prosadil v 59., 73. a 76. minutě a podílel se na vítězství 4:1 nad Bursasporem. Celkem v sezoně 2006/07 nastoupil k 32 ligovým střetnutím.

#### Sezóna 2007/08
Svůj první přesný střelecký zásah v ročníku si připsal 2. září 2009 v souboji s Galatasaray, když v páté minutě otevřel skóre zápasu, který nakonec skončil remízou 2:2. Následně vstřelil po jedné brance do sítí klubů Gençlerbirliği SK (výhra 2:0) a Trabzonspor (remíza 1:1). V 11. kole dal dva góly v souboji s Rizesporem a společně se svými spoluhráči se radoval z venkovního vítězství 4:1. Pošesté skóroval v 86. minutě z penalty do sítě Gaziantepsporu a zasloužil se o hubenou výhru 1:0. O týden později prožil v 15. kole v souboji Konyasporem dvoubrankový večer, ale porážce 2:4 nezabránil. Na podzim 2007 odehrál v lize 16 zápasů.

### Beşiktaş JK
V zimním přestupovém období ročníku 2007/08 přestoupil do slavného istanbulského celku Beşiktaş JK, Manisaspor za jeho přestup získal 5 milionů € a dva fotbalisty Beşiktaşe.

#### Sezóna 2007/08
Svoji premiéru v dresu Beşiktaşe si odbyl 12. 1. 2008 v 18. ligovém kole proti Konyasporu (výhra 2:1), nastoupil na celé utkání. V novém působiště skóroval poprvé v lize 16. února 2008 v souboji s Ankarasporem, Beşiktaş JK porazil soupeře doma v poměru 3:2. Dalšího přesného střeleckého zásahu se dočkal o týden později ve 23. kole proti Denizlisporu (výhra 2:1), trefil se ve 31. minutě. Potřetí skóroval v 19. minutě v souboji s klubem İstanbul BBSK, Beşiktaş podlehl v derby městskému rivalovi v poměru 1:2. Ve 29. kole hraném 6. dubna 2008 proti Sivassporu se trefil v 9. a 14. minutě, Beşiktaş JK i díky němu zvítězil na venkovní půdě 2:1. Ve 32. kole v souboji s Bursasporem (výhra 3:0) zaznamenal svůj šestý ligový gól, když ve 33. minutě zvyšoval na 2:0. Následně se prosadil ve druhé minutě proti Manisasporu, tedy v souboji se svým bývalým zaměstnavatelem. Beşiktaş vyhrál na domácím hřišti vysoko 5:1. Během roku si připsal za tým celkem 16 ligových utkání.

#### Sezóna 2008/09
Ve druhém předkole Poháru UEFA 2008/09 proti celku NK Široki Brijeg z Bosny a Hercegoviny (výhry 2:1 a 4:0) nehrál. Nastoupil v 1. kole - play-off v souboji s ukrajinským týmem FK Metalist Charkov. V úvodním střetnutí dal jediný gól zápasu, v odvetě však Beşiktaş prohrál na hřišti soupeře 1:4 a do skupinové fázi nepostoupil.
Poprvé v ročníku se střelecky prosadil 1. 9. 2008 proti Konyasporu, když 15 minut před koncem střetnutí zvyšoval na konečných 2:0. Svoji druhou branku zaznamenal v derby s İstanbulem BBSK (remíza 1:1). Potřetí v sezoně dal gól 7. listopadu 2008 ve 43. minutě do sítě Kocaelisporu, Beşiktaş porazil soupeře doma v poměru 5:2. Následně skóroval v soubojích s mužstvy MKE Ankaragücü (výhra 1:0) a Galatasaray SK (prohra 2:4). Svůj šestý gól vstřelil 14. 3. 2009 proti klubu Gençlerbirliği SK, v 89. minutě zvyšoval na konečných 3:0. Posedmé se střelecky prosadil v utkání hraném 26. dubna 2009 proti Eskişehirsporu a podílel se na vítězství 2:0. Poosmé a podeváté se prosadil v soubojích s Fenerbahçe (prohra 1:2) a Osmanlısporem (výhra 4:1). Následně skóroval ve střetnutí hraném 30. 5. 2009 proti Denizlisporu (výhra 2:1), síť soupeřovi branky rozvlnil ve 28. minutě. Na jaře 2009 získal s Beşiktaşem „double“, tzn. ligový titul a triumf v domácím poháru. V ročníku 2008/09 si připsal v lize celkem 30 startů.

#### Sezóna 2009/10
S týmem se představil ve skupinové fázi Ligu mistrů UEFA 2009/10, kde byl turecký celek nalosován do skupiny B společně s mužstvy Manchester United FC (Anglie), CSKA Moskva (Rusko) a VfL Wolfsburg (Německo). V utkání s CSKA Moskva si zlomil lýtkovou kost, což jej nadlouho vyřadilo mimo hru. Zranění překazilo zájem anglického Liverpoolu FC a francouzského klubu Paris Saint-Germain FC o Hološkovy služby.
První ligovou branku v sezoně zaznamenal v souboji s Antalyasporem (výhra 2:0), když v 73. minutě otevřel skóre zápasu. V lednu 2010 uzavřel s vedením klubu novou smlouvu do léta 2013. Podruhé v ročníku vsítil gól v 62. minutě střetnutí s İstanbulem BBSK a společně se spoluhráči se radoval z výhry 2:0. 5. února 2010 zaznamenal svoji třetí branku v ročníku, trefil se v souboji s týmem Gençlerbirliği SK (výhra 4:1). Následně skóroval v zápase s Denizlisporem, kdy dal ve 41. minutě jediný a tudíž vítězný gól střetnutí. Popáté se střelecky prosadil o dvanáct dní později ve 27. kole, když v 73. minutě vsítil branku na konečných 3:2 v souboji s Eskişehirsporem. Svoji šestou branku v sezoně si připsal ve 31. kole, Beşiktaş remizoval se Sivassporem 2:2. Během roku odehrál 18 ligových utkání.

#### Sezóna 2010/11
S Beşiktaşem postoupil přes české mužstvo FC Viktoria Plzeň (remíza 1:1 a výhra 3:0) a klub HJK Helsinki z Finska (výhry 2:0 a 4:0) do skupinové fáze Evropské ligy UEFA 2010/11, kde číhali soupeři CSKA Sofia (Bulharsko), FK Austria Vídeň (Rakousko) a FC Porto (Portugalsko). Turecký tým skončil ve skupině L na druhém místě a postoupil do jarního play-off, ve kterém však Hološko nenastoupil. V lize na podzim zaznamenal dva góly ve 14 střetnutích, trefil se do sítí Konyasporu (remíza 2:2) a Bursasporu, proti kterému dal v 65. minutě jediný gól utkání. V ročníku 2010/11 získal s mužstvem domácí pohár, i když v jarní části hostoval v İstanbulu BBSK.

#### Sezóna 2011/12
S tureckým celkem se i tentokrát představil v základní skupině Evropské ligy UEFA, kde Beşiktaş v konfrontaci s izraelským klubem Maccabi Tel Aviv FC, anglickým týmem Stoke City FC a Dynamem Kyjev z Ukrajiny postoupil do play-off, v němž v šestnáctifinále vyřadil portugalské mužstvo SC Braga (výhra 2:0 a prohra 0:1) a následně vypadl v osmifinále po prohrách 0:3 a 1:3 s Atléticem Madrid ze Španělska.
Poprvé v ročníku skóroval ve 3. kole hraném 22. 9. 2011 v souboji s Bursasporem, v 89. minutě vsítil vítěznou branku na 2:1. Další svoji přesnou trefu v sezoně zaznamenal v 9. kole proti Sivassporu, kdy po devíti minutách na hřišti vsítil gól na konečných 3:1. Svoji třetí branku v ročníku zaznamenal až 6. dubna 2012 v souboji s celkem KDÇ Karabükspor, utkání skončilo remízou 1:1. Počtvrté a popáté v sezoně rozvlnil síť soupeřovy branky v posledních dvou kolech, stalo se tak proti Galatasaray (remíza 2:2) a Trabzonsporu (remíza 1:1). Celkem v ročníku 2011/12 zaznamenal v lize 23 startů.

#### Sezóna 2012/13
V srpnu 2012 uzavřel s vedením nový tříletý kontrakt. Své první dvě branky v sezoně vstřelil 26. 8. 2012 v souboji druhého kola, kdy se prosadil ve 43. a v 51. minutě při remíze 3:3 s Galatasarayem. Další trefy si připsal v 10. a 11. kole, kdy dal po jednom gólu v soubojích s Mersinem İdmanyurdu SK (výhra 3:0) a Bursasporem (remíza 3:3). 23. listopadu 2012 vstřelil v dresu Beşiktaşe dvě branky v utkání Süper Lig proti hostujícímu klubu Akhisar Belediyespor, prosadil se ve třetí a sedmé minutě při výhře 3:1. Posedmé v ročníku skóroval v souboji s Eskişehirsporem (remíza 2:2). 21. prosince 2012 v domácím střetnutí 17. kola s Kayserisporem vstřelil ve 42. minutě gól na 1:0, Beşiktaş nakonec vyhrál 3:1. Svoji devátou branku v sezoně zaznamenal ve 21. kole proti Elazığsporu (výhra 3:1). Prosadil se v první minutě nastavení úvodního poločasu, kdy vyrovnával na 1:1. Podesáté v ročníku se trefil v souboji s klubem Gençlerbirliği SK, v 73. minutě zvyšoval na konečných 3:0. Během sezóny odehrál 32 ligových zápasů.

#### Sezóna 2013/14
21. prosince 2013 vstřelil dva góly v utkání 16. kola Süper Lig proti Elazığsporu, skóroval ve 46. a 81. minutě. Výrazně tak přispěl k vítězství svého týmu 4:1. Jednalo se o jeho jediné dva přesné zásahy v ročníku, v němž kvůli častým zraněním nastoupil v lize ve 12 střetnutích na 540 minut.

### İstanbul BBSK (hostování)
V zimním přestupovém období sezony 2010/11 zamířil z Beşiktaşe na půlroční hostování do konkurenčního İstanbulu BBSK. Ligový debut v dresu BBSK si připsal ve 24. kole hraném 6. 3. 2011 proti Bursasporu (remíza 1:1), odehrál 59. minut. Svoji první branku při tomto angažmá vsítil ve 26. kole v souboji s Gaziantepsporem. Skóroval v 62. minutě, ale porážce 1:4 nezabránil. Střelecky se prosadil i v následujících třech kolech, kdy dal po jednom gólu do sítě Bucasporu (výhra 2:1), Sivassporu (prohra 1:2) a Karabüksporu (výhra 2:0). Popáté v tomto působišti se trefil 7. května 2011 ve 32. kole v souboji s Antalyasporem, když v 61. minutě vyrovnával na konečných 1:1. Na jaře 2011 zaznamenal celkem deset ligových střetnutí.

### Çaykur Rizespor (hostování)
Na konci srpna 2014 odešel za 550 000 eur na rok hostovat do Çaykuru Rizespor. Ligovou premiéru absolvoval 29. 8. 2014 v úvodním kole proti mužstvu Gençlerbirliği SK (remíza 1:1), na hřiště přišel do druhého poločasu. Poprvé za Rizespor skóroval v souboji s Balıkesirsporem, když v 79. minutě vyrovnal na konečných 2:2. Podruhé za tento celek se prosadil v 75. minutě střetnutí 15. kola s klubem Akhisar Belediyespor a podílel se na vysokém venkovním vítězství Çaykuru 4:0. V sezoně 2014/15 nastoupil v lize k 25 zápasům.

### Sydney FC
V létě 2015 mu v Beşiktaşi vypršela smlouva a zamířil jako volný hráč (zadarmo) do Austrálie, kde podepsal dvouletý kontrakt s týmem Sydney FC. Zde měl nahradit zkušeného rakouského kanonýra Marca Janka.

#### Sezóna 2015/16
Svoji ligovou premiéru za Sydney si připsal v prvním kole hraném 10. října 2015 v souboji s mužstvem Melbourne City FC, Hološko odehrál v utkání 62 minut a ve třetí nastavené minutě prvního poločasu srovnal na konečných 1:1. Podruhé za Sydney se trefil proti Melbournu Victory. Skóroval v páté minutě, ale porážce 2:4 nezabránil. Následně se prosadil v 10. a 11. kole, kdy vsítil po jednom gólu v soubojích s celky Adelaide United FC (prohra 1:2) a Wellington Phoenix FC (remíza 1:1). Svoji pátou branku v ročníku zaznamenal 9. 1. 2016 proti Newcastlu Jets, skóroval v 10. minutě a podílel se na domácím vítězství 2:0. Pošesté v sezoně dal gól v odvetě s klubem Adelaide United, v nastaveném čase první půle vyrovnal na konečných 2:2. Svoji sedmou přesnou trefu si připsal ve 23. kole hraném 12. března 2016 v odvetě s Wellingtonem Phoenix, Sydney však podlehlo soupeři doma v poměru 1:3. Další branky zaznamenal o čtrnáct dní později v souboji s týmem Brisbane Roar FC (prohra 2:3), trefil se ve 24. a 87. minutě. Podesáté v ročníku skóroval ve 27. kole proti mužstvu Perth Glory a podílel se na vysokém vítězství 4:0. Během roku zaznamenal celkem 24 ligových střetnutí.

#### Sezóna 2016/17
Vstup do ročníku 2016/17 měl Hološko povedený, když v úvodních dvou kolech zaznamenal tři branky. Prosadil se jednou v derby s klubem Western Sydney Wanderers FC (výhra 4:0) a dvakrát v souboji s týmem Central Coast Mariners FC, Sydney v obou utkáních zvítězilo shodně 4:0. Následně skóroval v 11. a 12. kole, kdy dal po jednom gólu do sítí mužstev Perth Glory (výhra 4:1) a Adelaide United (výhra 4:0). Svoji šestou branku v sezoně zaznamenal 26. 1. 2017 proti Melbournu Victory (výhra 2:1), skóroval ve 38. minutě. Ve 27. kole vsítil jediný a tudíž vítězný gól v odvetě s celkem Central Coast Mariners FC, trefil se v osmé minutě. Poosmé v ročníku skóroval v semifinále play-off v souboji s klubem Perth Glory, v první nastavené minutě úvodního poločasu zvyšoval na konečných 3:0. Na jaře 2017 získal se Sydney titul v australské A-League, když jeho tým porazil ve finále play-off Melbourn Victory v penaltovém rozstřelu. Hološko se stal po Karolu Kiselovi druhým slovenským fotbalistou, který zvítězil v australské lize. V květnu 2017 mu v mužstvu skončila smlouva a odešel.

### ŠK Slovan Bratislava
Před sezonou 2017/18 se vrátil na Slovensko a dohodl se na kontraktu na dva roky se Slovanem Bratislava, nabídky měl i z Turecka.

#### Sezóna 2017/18
23. června 2017 odehrál za klub celých devadesát minut v zápase Česko-slovenského Superpoháru hraného v Uherském Hradišti proti českému celku FC Fastav Zlín, kterému Slovan Bratislava podlehl v penaltovém rozstřelu. V úvodním střetnutí prvního předkola Evropské ligy UEFA 2017/18 se dvakrát střelecky prosadil proti arménskému týmu FC Pjunik Jerevan (výhra 4:1), Slovan po vítězství 5:0 v odvetě postoupil do druhého předkola, v němž po prohrách 0:1 a 1:2 s mužstvem Lyngby BK z Dánska vypadl.
V dresu Slovanu si odbyl ligovou premiéru 23. 7. 2017 v úvodním kole proti Tatranu Prešov (výhra 5:1). Svoji první ligovou branku v ročníku dal v derby proti Spartaku Trnava (výhra 2:1), trefil se ve 27. minutě. Následně dvakrát skóroval v sedmém kole v souboji s Trenčínem, utkání skončilo remízou 2:2. Počtvrté se střelecky prosadil 19. září 2017 v duelu se Zemplínem Michalovce (výhra 3:1), když v 64. minutě zvyšoval na 3:0. V 11. kole hraném 30. 9. 2017 otevřel v osmé minutě skóre střetnutí s klubem FC Nitra, Slovan však náskok neudržel a remizoval se soupeřem 1:1. Svůj šestý gól v sezoně zaznamenal v souboji s ViOnem Zlaté Moravce – Vráble, ale prohře 2:3 na hřišti soupeře nezabránil. Posedmé se střelecky prosadil 3. listopadu 2017 proti týmu FC DAC 1904 Dunajská Streda (prohra 1:2), trefil se ve 31. minutě. Svoji osmou přesnou trefu v ročníku zaznamenal v následujícím kole, kdy jedinou brankou zápasu rozhodl v odvetě o domácí výhře 1:0 nad Spartakem Trnava. 1. května 2018 nastoupil za Slovan ve finále slovenského poháru hraného v Trnavě proti celku MFK Ružomberok, "belasí" porazili svého soupeře v poměru 3:1 a obhájili tak zisk této troje z předešlé sezony 2016/17. V ročníku 2017/18 odehrál za Slovan celkem 31 ligových utkání.

#### Sezóna 2018/19
Se Slovanem postoupil přes moldavské mužstvo FC Milsami Orhei (výhry 4:2 a 5:0) a klub Balzan FC z Malty (prohra 1:2 a výhra 3:1) do třetího předkola Evropské ligy UEFA 2018/19, v němž "belasí" vypadli po výhře 2:1 a prohře 0:4 s rakouským celkem Rapid Vídeň. Poprvé a zároveň i naposledy v sezoně skóroval ve třetím kole hraném 5. 8. 2018 v souboji se Zemplínem Michalovce (výhra 2:1), trefil se v 6. minutě. Na podzim 2018 odehrál v lize devět zápasů, ve kterých nastoupil převážně jako střídající hráč. V únoru 2019 se se Slovanem dohodl na předčasném ukončení smlouvy. V sezoně 2018/19 získali "belasí" mistrovský titul, na kterém se Hološko částečně podílel.

### 1. FC Slovácko
Krátce po konci angažmá ve Slovanu Bratislava zamířil jako volný hráč (zadarmo) po několika letech zpět do Česka, kde uzavřel půlroční smlouvu s týmem 1. FC Slovácko. Ligový debut v dresu Slovácka absolvoval ve 23. kole hraném 2. března 2019 proti mužstvu FK Mladá Boleslav (remíza 1:1), když v 80. minutě vystřídal Jana Navrátila. Svůj první a zároveň jediný ligový gól v ročníku za Slovácko dal 14. 5. 2019 v souboji s klubem SFC Opava, když v 85. minutě zvyšoval na konečných 4:1. Na jaře 2019 nastoupil k 11 ligovým střetnutím. Po skončení sezony 2018/19 v týmu skončil.

## Klubové statistiky
Aktuální k 7. červnu 2019
| Sezona    | Klub                    | Soutěž         | Zápasy | Góly |
| --------- | ----------------------- | -------------- | ------ | ---- |
| 2001/2002 | FK Ozeta Dukla Trenčín  | Mars superliga | 1      | 0    |
| 2001/2002 | FC Slovan Liberec       | Gambrinus liga | 0      | 0    |
| 2002/2003 | FC Slovan Liberec       | Gambrinus liga | 12     | 2    |
| 2003/2004 | FC Slovan Liberec       | Gambrinus liga | 18     | 5    |
| 2004/2005 | FC Slovan Liberec       | Gambrinus liga | 9      | 4    |
| 2005/2006 | FC Slovan Liberec       | Gambrinus liga | 15     | 6    |
| 2005/2006 | Manisaspor              | Süper Lig      | 17     | 4    |
| 2006/2007 | Manisaspor              | Süper Lig      | 32     | 9    |
| 2007/2008 | Manisaspor              | Süper Lig      | 16     | 8    |
| 2007/2008 | Beşiktaş JK             | Süper Lig      | 16     | 7    |
| 2008/2009 | Beşiktaş JK             | Süper Lig      | 30     | 10   |
| 2009/2010 | Beşiktaş JK             | Süper Lig      | 18     | 6    |
| 2010/2011 | Manisaspor              | Süper Lig      | 16     | 8    |
| 2010/2011 | İstanbul BBSK (host.)   | Süper Lig      | 10     | 5    |
| 2011/2012 | Beşiktaş JK             | Süper Lig      | 23     | 5    |
| 2012/2013 | Beşiktaş JK             | Süper Lig      | 32     | 10   |
| 2013/2014 | Beşiktaş JK             | Süper Lig      | 12     | 2    |
| 2014/2015 | Çaykur Rizespor (host.) | Süper Lig      | 25     | 2    |
| 2015/2016 | Sydney FC               | A-League       | 24     | 10   |
| 2016/2017 | Sydney FC               | A-League       | 28     | 8    |
| 2017/2018 | ŠK Slovan Bratislava    | Fortuna liga   | 31     | 8    |
| 2018/2019 | ŠK Slovan Bratislava    | Fortuna liga   | 9      | 1    |
| 2018/2019 | 1. FC Slovácko          | Fortuna:Liga   | 11     | 1    |

## Reprezentační kariéra

### Mládežnické reprezentace
Hološko oplýval velkým talentem a stal se stabilním členem slovenských mládežnických reprezentací. Zúčastnil se Mistrovství Evropy ve fotbale hráčů do 19 let v roce 2002 v Norsku, kde slovenský výběr získal bronzové medaile.
Se Slovenskem se rovněž představil na Mistrovství světa hráčů do 20 let 2003. V prvním střetnutí hraném 27. listopadu 2003 v základní skupině proti Spojeným arabským emirátům vstřelil poslední gól zápasu a podílel se tak na výhře 4:1. Slovensko nakonec na turnaji skončilo v osmifinále po porážce 1:2 v prodloužení s Brazílií.

### A-mužstvo
Svoji premiéru v A-mužstvu slovenské reprezentace si odbyl 3. září 2005 v domácím přátelském utkání proti Německu, nastoupil v základní sestavě a hrál až do 80. minutě. Slovensko tehdy vyhrálo po brankách Miroslava Karhana v poměru 2:0. Svůj první reprezentační gól v "áčku" zaznamenal 16. listopadu 2005 v domácím kvalifikačním utkání proti reprezentaci Španělska (remíza 1:1), prosadil se v 51. minutě a otevíral střelecký účet zápasu. V kvalifikaci na EURO 2012 hraném 3. září 2010 skóroval v základní skupině B proti Makedonii a zařídil vítězství výhru 1:0. Slovensko se umístilo s 15 body na konečné čtvrté příčce tabulky a na evropský šampionát nepostoupilo. 14. listopadu 2012 odehrál přátelský zápas s českou reprezentací v Olomouci, ve druhém poločasu (76. minuta) nahradil na hřišti Karima Guédého. Slovensko podlehlo soupeři v poměr 0:3.

#### Mistrovství světa 2010
Trenér Vladimír Weiss jej nominoval na Mistrovství světa 2010 v Jihoafrické republice. Ve svém prvním utkání v základní skupině F s nováčkem šampionátu Novým Zélandem (remíza 1:1), nastoupil na hřiště v 81. minutě za stavu 1:0 pro Slovensko namísto Stanislava Šestáka. 20. června 2010 ve druhém střetnutí podlehlo Slovensko jihoamerickému mužstvu Paraguaye 0:2, Hološko střídal Šestáka tentokrát v 70. minutě. 24. června 2010 Slovensko porazilo v posledním utkání základní skupiny reprezentaci Itálie 3:2 a postoupilo do osmifinále ze druhého místa na úkor Itálie, Hološko do zápasu nezasáhl. V osmifinále proti Nizozemsku jej trenér nenasadil, Slovensko podlehlo pozdějšímu vicemistrovi 1:2 a na turnaji skončilo.

### Reprezentační zápasy a góly
Zápasy Filipa Hološka za A-mužstvo Slovenska
| Rok    | Zápasy | Góly |
| ------ | ------ | ---- |
| 2005   | 6      | 1    |
| 2006   | 8      | 1    |
| 2007   | 10     | 2    |
| 2008   | 7      | 0    |
| 2009   | 5      | 1    |
| 2010   | 10     | 1    |
| 2011   | 8      | 1    |
| 2012   | 6      | 0    |
| 2013   | 2      | 0    |
| 2014   | 2      | 1    |
| 2015   | 1      | 0    |
| Celkem | 65     | 8    |

Góly Filipa Hološka za A-mužstvo Slovenska
| 010                    | 16. 11. 2005 | Tehelné pole, Bratislava, Slovensko            | Španělsko     | 01:0 0(50.)   | 1:1 | baráž na MS 2006         |
| 02                     | 20. 05. 2006 | Štadión Antona Malatinského, Trnava, Slovensko | Belgie        | 01:0 0(65.)   | 1:1 | přátelské utkání         |
| 03                     | 13. 10. 2007 | Športová Hala, Dubnica nad Váhom, Slovensko    | San Marino    | 05:0 0(54.)   | 7:0 | kvalifikace na EURO 2008 |
| 04                     | 21. 11. 2007 | Stadio Olimpico, Serravalle, San Marino        | San Marino    | 00:2 0(51.)   | 0:5 | kvalifikace na EURO 2008 |
| 05                     | 09. 09. 2009 | Windsor Park, Belfast, Severní Irsko           | Severní Irsko | 00:2 0(67.)   | 0:2 | kvalifikace na MS 2010   |
| 06                     | 03. 09. 2010 | Štadión Pasienky, Bratislava, Slovensko        | Makedonie     | 01:0 0(90+1.) | 1:0 | kvalifikace na EURO 2012 |
| 07                     | 29. 03. 2011 | Štadión Antona Malatinského, Trnava, Slovensko | Dánsko        | 01:1 0(32.)   | 1:2 | přátelské utkání         |
| 08                     | 18. 11. 2014 | Štadión pod Dubňom, Žilina, Slovensko          | Finsko        | 01:0 0(1.)    | 2:1 | přátelské utkání         |
| Platí k 29. srpnu 2017 |              |                                                |               |               |     |                          |